# Mikel Vesga
Mikel Vesga Arruti (* 8. April 1993 in Vitoria-Gasteiz) ist ein spanischer Fußballspieler.

## Karriere
Vesga begann seine Karriere in seiner Heimatstadt beim Viertligisten CD Aurrerá de Vitoria. 2013 wechselte er zu Deportivo Alavés B. Im Oktober 2013 stand er erstmals im Kader der Profis von Deportivo Alavés, kam jedoch zu keinem Einsatz. Im Sommer 2014 wechselte er zu Athletic Bilbao B in die Segunda División B. Mit Bilbao B konnte er 2015 in die Segunda División aufsteigen. Sein Debüt in der Segunda División gab er am ersten Spieltag der Saison 2015/16 gegen den FC Girona. Mit Bilbao B musste er nach nur einer Saison wieder in die Segunda División B absteigen.
Zur Saison 2016/17 wurde er in den Erstligakader von Athletic Bilbao hochgezogen. Sein Debüt in der Primera División gab er im August 2016 gegen Sporting Gijón. Im Januar 2017 wurde er an den Ligakonkurrenten Sporting Gijón verliehen. Mit Gijón stieg er zu Saisonende in die Segunda División ab.
Im Juli 2018 wurde er an den CD Leganés verliehen. Für Leganés kam er in der Saison 2018/19 zu 26 Einsätzen in der Primera División. Nach dem Ende der Leihe kehrte er zur Saison 2019/20 zu Bilbao zurück.